# El Khroub (distrito)
El Khroub é um distrito localizado na província de Constantina, Argélia, e cuja capital é a cidade de mesmo nome, El Khroub. A população total do distrito era de 243 057 habitantes, em 2008.[carece de fontes?]

## Municípios
O distrito está dividido em três municípios:
- El Khroub
- Aïn Smara
- Ouled Rahmoun